# Mikroskop (Sternbild)
Das Mikroskop (lateinisch Microscopium) ist ein Sternbild des Südhimmels.

## Beschreibung
Das Mikroskop ist ein völlig unscheinbares Sternbild südlich des Steinbocks. Es enthält 15 Sterne der 4. und 5. Größenklasse, die mit dem bloßen Auge sichtbar sind.
Von Deutschland aus ist nur der nördliche Teil zu sehen. Südlich der Linie Karlsruhe – Regensburg steigt auch der Stern θ1 über dem Südhorizont.

## Geschichte
Das Sternbild Mikroskop wurde 1751–52 von dem französischen Astronomen Nicolas Louis de Lacaille eingeführt, nachdem er zwei Jahre lang vom Kap der Guten Hoffnung aus den Sternhimmel beobachtet hatte. Allerdings setzte er diesem bedeutenden technischen Gerät in dem unscheinbaren Sternbild nur ein bescheidenes Denkmal. Es scheint eher, als ob Lacaille es als „Lückenfüller“ zwischen dem Schützen (Sagittarius) und dem Kranich (Grus) einfügte.  Insgesamt führte Lacaille damals 14 neue Sternbilder in bis dahin noch unkartierten Regionen des Südhimmels ein, die er meist nach grundlegenden Erfindungen und Gerätschaften der Wissenschaft und Kunst benannte. Zuerst hatte er ihnen französische Namen gegeben, latinisierte diese dann aber in der von ihm 1763 unter dem Titel Coelum Australe Stelliferum veröffentlichten Sternkarte. So führte er das hier behandelte Sternbild zuerst unter der Bezeichnung le Microscope ein, änderte den Namen jedoch 1763 in die lateinische Schreibweise Microscopium ab. Er benannte u. a. auch 1756 die von John Flamsteed zum Sternbild Südlicher Fisch (Piscis Austrinus) gerechneten und als 1 Piscis Austrini bzw. 4 Piscis Austrini bezeichneten Sterne in Gamma Microscopii bzw. Epsilon Microscopii um.

## Himmelsobjekte

### Sterne
| B   | F     | Namen o. andere Bezeichnungen | Größe | Lj  | Spektralklasse |
| --- | ----- | ----------------------------- | ----- | --- | -------------- |
| γ   | 1 PsA | Gamma Microscopii             | 4,68m | 254 | G6 III         |
| ε   | 4 PsA | Epsilon Microscopii           | 4,71m | 169 | A1 V           |
| θ1  | –     |                               | 4,82m | 162 | A7 Vp          |
| α   | –     | Alpha Microscopii             | 4,90m | 395 | G7 III         |
| ι   | –     |                               | 5,11m | 125 | F2 V           |
| ν   | –     |                               | 5,12m | 252 | K0 III         |
| 400 | 2 PsA | HR 8076, HD 200763            | 5,20m | 354 | K2 III         |
| 400 | –     | HR 8104                       | 5,26m | 111 | F6 V           |
| ζ   | –     |                               | 5,31m | 115 | F5 V           |
| 400 | –     | HR 7987                       | 5,33m | 396 | K2 III         |
| 400 | 3 PsA | HR 8110, HD 201901            | 5,39m | 404 | K3 III         |
| 400 | –     | HR 7893                       | 5,47m | 241 | K1 III         |
| 400 | –     | HR 7933                       | 5,47m | 328 | B8/9V          |
| 400 | –     | HR 8202                       | 5,50m | 176 | A5m            |
| η   | –     |                               | 5,51m | 909 | K3 III         |
| δ   | –     |                               | 5,69m | 292 | K0/1 III       |
| θ2  | –     |                               | 5,76m | 391 | A0 IIIp        |
| β   | –     |                               | 6,06m | 502 | A2 Vn          |

Gamma Microscopii ist ein 254 Lichtjahre entfernter, gelb leuchtender Stern der Spektralklasse G6 III mit dem 10-fachen Durchmesser unserer Sonne. Auch Alpha Microscopii ist ein gelber Riesenstern; er gehört dem Spektraltyp G7 an und ist etwa 400 Lichtjahre von der Erde entfernt.

### Veränderliche Sterne
| Stern | Größe           | Lj.   | Spektralklasse | Typ                                 | Periode     |
| ----- | --------------- | ----- | -------------- | ----------------------------------- | ----------- |
| S     | 7,8m bis 14,8m  | 14500 | M3e-M5,5       | Mirastern                           | 209,68 Tage |
| T     | 6,74m bis 8,11m | 605   | M6-M8 IIIe     | Halbregelmäßig veränderlicher Stern | 352 Tage    |
| U     | 7,0m bis 14,4m  | 2300  | M5e-M7e        | Mirastern                           | 334,29 Tage |
| AU    | 8,56m bis 8,73m | 32    | M1 Ve          | T-Tauri-Stern                       | 4,85 Tage   |

Im Sternbild Mikroskop findet sich u. a. der Mirastern S Microscopii, dessen scheinbare Helligkeit mit einer Periode 210 Tagen zwischen 7,8m und 14,8m schwankt. Er ist etwa 14500 Lichtjahre von der Erde entfernt. U Microscopii ist ebenfalls ein rot leuchtender Mirastern, der im Maximum 7,0m und im Minimum nur 14,4m hell ist; diese Helligkeitsschwankungen vollziehen sich in einem Intervall von 334 Tagen. Zu den Halbregelmäßig Veränderlichen vom Typ SRB gehört T Microscopii; er verändert seine scheinbare Helligkeit mit einer mittleren Periode von 352 Tagen von 6,74m bis 8,11m. AU Microscopii ist ein roter Zwergstern in nur 32 Lichtjahren Entfernung. Aufgrund seiner geringen Helligkeit von nur etwa 8,6m benötigt man zu seiner Beobachtung mindestens ein Prismenfernglas. Der Stern zeigt mitunter Helligkeitsausbrüche. Untersuchungen ergaben, dass er von einer Trümmerscheibe umgeben ist.

### Sternhaufen und Galaxien
| NGC  | sonstige | Größe | Typ     | Winkelausdehnung | Lj                  |
| ---- | -------- | ----- | ------- | ---------------- | ------------------- |
| 6923 |          | 11,9m | Galaxie | 2,60' × 1,3'     | (128 ± 9) Millionen |
| 6925 |          | 11,3m | Galaxie | 4,4' × 1,1'      | (127 ± 9) Millionen |

NGC 6925 ist unter den wenigen im Sternbild Mikroskop beobachtbaren Galaxien noch das interessanteste Objekt. Es handelt sich bei ihr um eine Spiralgalaxie vom Hubble-Typ Sbc der 11. Größenklasse. Nach der verbesserten Neuauflage des New General Catalogue erscheint sie als längliche Spiralgalaxie mit aufgehelltem Kern und eng gewundenen, diffusen Armen. Die Entfernung der Galaxie zur Milchstraße beträgt ungefähr 127 Millionen Lichtjahre; in ihr leuchtete die im Juli 2011 von Stu Parker in Neuseeland entdeckte Supernova SN 2011ei auf.